# Сомешул-Мик
Сомешул-Мик (рум. Someşul Mic в переводе Малый Сомеш) — река в северо-западной Румынии. Протекает по территории жудеца Клуж. Длина реки 178 км. Площадь водосборного бассейна — 3773 км².
Река образуется слиянием рек Сомешул-Редже (в переводе Холодный Сомеш) и Сомешул-Калд (в переводе Горячий Сомеш). В коммуне Мика сливается с рекой Сомешул-Маре, образуя Сомеш. Река Сомешул-Мик протекает через центр жудеца Клуж — город Клуж-Напока.

## Притоки
Следующие реки являются притоками реки Сомешул-Мик:
- левые: Сомешул-Калд, Căpuş, Nadăş, Chinteni, Feiurdeni, Borşa, Lonea, Lujerdiu, Valea Mărului, Orman, Nima, Ocna;
- правые: Сомешул-Редже, Feneş, Gârbău, Becaş, Zăpodie, Mărăloiu, Gădălin, Fizeş, Bandău.